# Urinol
Urinol ist die Markenbezeichnung eines Ende des 19. Jahrhunderts von Wilhelm Beetz entwickelten mineralischen Öles in einer besonderen, geheim gehaltenen Zusammensetzung. Nach Untersuchungen der k. k. landwirtschaftlich-chemischen Versuchsstation in Wien setzte Urinol sich zu 15 Prozent aus damals üblichen Desinfektionsmitteln wie Phenol und Homologen (wie Cresol  und ähnlichem) zusammen, die in einem Gemisch aus schweren Mineralölen und Steinkohleteerölen gelöst waren. Es schwimmt auf Wasser. Urinol wurde  in einem Ölkeller in Wien produziert. Benötigt wurde es zum Betrieb eines Ölurinoirs mit Ölsiphon, bei dem durch den Einsatz von Urinol die Wasserspülung eingespart werden konnte. Damit entstand also eine frühe Form des Trockenurinals. Auch zum Bestreichen von glatten Pisswänden wurde es eingesetzt. Durch die leicht desinfizierende Wirkung verhinderte Urinol die Entstehung des unangenehmen Uringeruchs.

## Preise
- 1899 Staatspreis des königlich preussischen Kultusministeriums
- 1900 Preis der Pariser Weltausstellung
- 1903 Preis der Deutschen Städteausstellung in Dresden auf dem Gelände der Messe Dresden
- 1906 Ehrenpreis des k.k. Handels-Ministeriums in Wien.[9]